# Samtal mellan gudar
Samtal mellan gudar (grekiska: Θεῶν Διάλογοι) är en samling om 25 dialoger skrivna av Lukianos runt år 158. Den har bland annat översatts till svenska av Ingrid Bosse, år 2004. Dialogerna driver med homeriska tolkningen av de grekiska gudarna.
De 25 dialogerna är:

1. Prometheus och Zeus
2. Eros och Zeus
3. Hermes och Zeus
4. Ganymedes och Zeus
5. Hera och Zeus (1)
6. Hera och Zeus (2)
7. Hefaistos och Apollo
8. Hefaistos och Zeus
9. Poseidon och Hermes
10. Hermes och Helios
11. Afrodite och Selene
12. Afrodite och Eros
13. Zeus, Asklepios och Herakles
14. Hermes och Apollo (1)
15. Hermes och Apollo (2)
16. Hera och Leto
17. Apollo och Hermes
18. Hera och Zeus
19. Afrodite och Zeus
20. Ares och Hermes
21. Pan och Hermes
22. Apollo och Dionysos
23. Hermes och Maia
24. Zeus och Helios
25. Apollo och Hermes